# オレゴン・ワイン生産の歴史
オレゴン・ワイン生産の歴史は、オレゴン州が成立する前まで遡る。1840年代に早くもオレゴン準州の入植者達によってブドウ栽培が開始したが、ワイン生産がオレゴン州の重要な産業として発展を迎えるのは1960年代に入ってからである。1970年代末にはオレゴン・ワインが初めて国際的な注目を浴びた。2005年のオレゴン・ワイン売上は160万ケース、1億8470万米ドルに及んだ。

## 入植から禁酒法まで

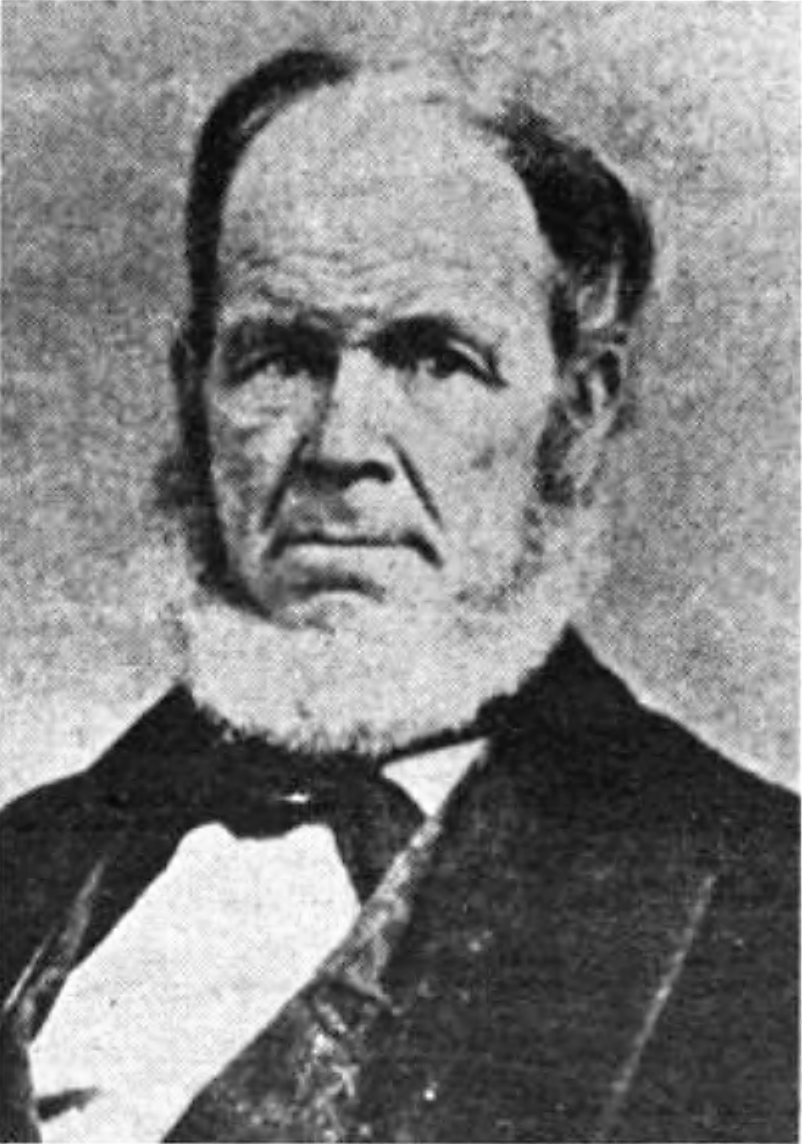
ヘンダーソン・ルーリング

オレゴン準州におけるブドウの栽培は、オレゴン街道を辿ってオレゴン準州に入った園芸家ヘンダーソン・ルーリングが1847年に始めたものが最初である。オレゴン州成立以前の1850年代には、ピーター・ブリットによりオレゴンで記録上最も古いワイナリー、ヴァレー・ビュー・ヴィンヤード（Valley View Vineyard）がジャクソンヴィル（現在のローグ・ヴァレーAVAの範囲内にあたる）に設立された。1860年の第1回オレゴン州勢調査によれば、オレゴン州で生産されたワインは11,800リットル（2,600ガロン）だったとあるが、この中にはヨーロッパ・ブドウ（Vitis vinifera）以外の品種を使って生産されたものが確実に含まれている。
1880年代に入ると、南オレゴンの入植者達はジンファンデル、リースリング、ソーヴィニョン（カベルネかブランかは不明）など、様々な品種を実験的に栽培した。1899年までに、オレゴンのブドウ園全体で2,694トンのブドウが生産された。1904年、フォレスト・グローヴのワイン醸造家アーネスト・ロイターが、セントルイス万国博覧会で銀賞を受賞した。アーネスト・ロイターのブドウはフォレスト・グローブの西にあるワイン・ヒルと呼ばれる土地で育てられたものであった。

## 20世紀中期
禁酒法時代に入ると、オレゴンも他の州と同様に、ワイン生産の中断を余儀無くされたが、1933年に再開した。その後の数十年間、オレゴンのワイン産業は小規模のままにあり、Vitis vineifera以外のブドウによる果実酒を中心に生産が行われた。その頃までに、温暖な気候を持つカリフォルニアのワイン産業はアメリカ国内のワイン生産の中心的存在になっていた。20世紀の半ばの時点で、オレゴン州でV. viniferaを使ったワインを生産するワイナリーは2軒しか存在せず、その2軒も微々たる量のワインしか生産しなかった。

## 産業の新生：1960年代と1970年代
1960年代に入ると、オレゴンのワイン産業の再建が始まった。カリフォルニア大学デイヴィス校を卒業したリチャード・ゾンマー（Richard Sommer）が1961年にローズバーグ近郊にヒルクレスト・ヴィンヤード（Hillcrest Vineyard）を設立し、1968年に最初のヴィンテージを販売した。また1960年代にはデイヴィッド・レット、チャールズ・コウリーなど数人のワイン生産家がウィラメット渓谷でピノ・ノワールの栽培を開始。1966年、レットはダンディー近郊の丘にブドウ園を開園した。

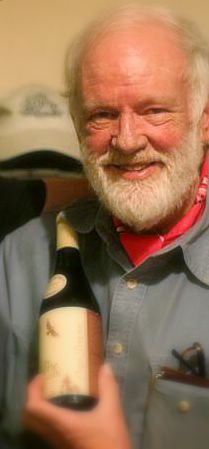
ジ・アイリー・ヴィンヤーズのデイヴィッド・レット

1970年までに、5軒のワイナリーがオレゴン州内で稼動し、35エーカーの土地がワイン生産に用いられていた。ディック・エラス、ディック＆ナンシー・ポンジー、スーザン＆ビル・ソーコル＝ブロッサー、デイヴィッド＆ジニー・アーデルスハイム、パット＆ジョー・キャンベル、ジェリー＆アン・プレストン、マイロン・レッドフォードなど、カリフォルニア州を筆頭とする多くの州外のワイン生産家がオレゴン州に移住してきた。1973年、オレゴン州は著名な土地利用法を通過させた。この法律は、農業用地と都市用地を厳しく分離するもので、他の作物が育ちにくいとされる多くの丘陵地が住宅地にされず保存されることとなった。また、1970年代には、この地域のワイン生産家達は組織を結成しヴィンテージの普及に取り組んだ。1977年、「太平洋岸北西部のワイン生産家たち（Winemakers of the Pacific Northwest）」と題されたアメリカ合衆国北西部のワインに関する初のコーヒーテーブルブックが出版された。更に翌年には、「オレゴン・ワインの発見（Discover Oregon Wines）」と題された共同の市場パンフレットが出版された。
オレゴン・ワイン産業が世界的に有名になったのは1979年のことである。ジ・アイリー・ヴィンヤーズの1975年産サウス・ブロック・ピノ・ノワールが、ゴー＝ミヨ・フランス・ワイン・オリンピックでトップ10入りを果たし、フランス・ワインに取って代わる非ヨーロッパ・ヴィンテージの1つとして、最高級のピノ・ノワールの評価を獲得した。この大会は、オレゴンが最高品質のワインを生産可能な地域であること、そしてフランスの限定地域でなくとも良質のワインが生産可能であることを世間に知らしめた。フランスのワイン生産家ロベール・ドルーアンは再試合を手配し、ワイン・オリンピックに出品された物より良質とされる一連のフランス・ワインをアイリーのピノと戦わせた。その結果、勝者はジョゼフ・ドルーアンのグラン・クリュ、1959年産シャンボール・ミュジニーとなり、アイリーは僅差で2位に敗れた。

## 国際的認知へ：1980年代
オレゴン州のワイン生産家は1980年代に入っても賞を獲り続けた。1980年、オレゴンには34のワイナリーと115のブドウ園（総面積4.5 km2）があった。1980年ヴィンテージはセント・ヘレンズ山の噴火により多大な影響を受け、1982年にロンドンで開催された国際ワインコンペティションでは2つの1980年産ワインが金賞を受賞した。1981年、ビーバートンのポンジー・ヴィンヤーズがニューヨーク・タイムズから好意的な評価を受けた。1984年、世界的権威を持つワイン評論家のロバート・パーカーがオレゴンを訪れ、同地のピノに大きな感銘を受けた。オレゴンのピノは1985年のブルゴーニュ・チャレンジで、ワインの専門家が「利き酒」でオレゴンとブルゴーニュのピノ・ノワールの違いを判別することができず、オレゴン・ワインがブルゴーニュ・ワインより上位にランクするなど、さらなる賞賛を得た。1985年には、ワイン・スペクテーター誌でオレゴンのワイン産業が最初に言及された。
また、1980年代はオレゴン・ワインの売り込みに力を入れ続けた期間でもあった。1983年にオレゴン・ワイン審議会が発足。また1984年には、ウィラメット・ヴァレーAVAとアムクワ・ヴァレーAVAが設立された。1986年には、国際ピノ・ノワール祭がマクミンヴィルのリンフィールド大学で始まった。1989年、ウィラメット・ヴァレー・ヴィンヤーズがオレゴン州では初めてとなる上場ワイナリーになった。
オレゴンとブルゴーニュの間に大きな絆ができたのも1980年代であった。オレゴン州立大学の園芸学者達と全国ワイン同業者連合会（ONIVINS）のレイモン・ベルナールなどフランスの著名なワイン栽培専門家との間に密接な関係が築き上げられた。この関係により、カリフォルニアの栽培家が手に入れることのできないクローンを、オレゴンの生産家が獲得できることになった。1987年、ブルゴーニュの名門であるドルーアン家が、0.40 km2（100エーカー）の土地を北ウィラメット渓谷に購入し、ドメーヌ・ドルーアン・オレゴンと呼ばれるワイナリーを設立した。1988年、当時の州知事ネイル・ゴールドシュミットがブルゴーニュへの公式訪問を果たした。

## 現代のオレゴン・ワイン産業：1990年代以降
1990年代の初頭までにオレゴン州には70のワイナリーと320のブドウ園（総面積 23km2）があった。1990年、オレゴンのワイン産業は根ジラミの一種であるPhylloxeraの発生により辛酸を嘗めた。Phylloxera耐性の台木を使用する必要に迫られたブドウ園の多くは、これを機にその土地土地に適した様々な品種のブドウの選定することとなった。また、1991年にローグ・ヴァレーAVAが設立し、1994年にはオレゴン・ワイン・マーケティング連合（Oregon Wine Marketing Coalition）が設立した。1995年、オレゴン州議会はワイン生産家に有益となる新法を制定した。ワイナリーが州内の顧客にワインを直接発送することが合法化し、これによりオレゴンのワイン生産家が卸売業者を部分的に回避することが可能になった。また、ワイナリー店内でのワイン・テイスティングも合法化された。オレゴン州立大学では発酵科学の教授職も創設された。1998年、オレゴン州のワイン産業総額は1億2000万米ドルに達した。1999年にはさらなる法の改正が行われ、複数のワイナリーが同じ土地で運営することが合法化されたことで、カールトン・ワインメーカーズ・スタジオなど新しい形態のワイン生産に繋がった。
2000年になると、オレゴンのワイナリーの数は135、ブドウ園の数は500（総面積 42.49km2）に上った。21世紀に入ってからオレゴン州は環境に優しいワイン生産に重きを置いている。オレゴンの非営利組織ロー・インプット・ヴィティカルチャー・アンド・エコロジー社は一定の環境水準に達しているワイナリーの認証機関であるが、現在60を超えるブドウ園が認証を受けている。2002年、オレゴン州のソーコル＝ブロッサー・ワイナリーとカールトン・ワインメーカーズ・スタジオが全米グリーンビルディング協会からLEED(Leadership in Energy and Environment Design)の認証を受けたことにより、同州は環境に優しいワイン生産における先進的存在となった。
2001年、アップルゲート・ヴァレーAVAが設立した。2003年には、オレゴン州農業局所管のオレゴン・ワイン顧問委員会が、半独立州機関であるオレゴン・ワイン委員会に置換された。同年のオレゴン州のワイナリーの数は220、ブドウ園の総面積は54.23km2に上った。2004年、コロンビア・ゴージAVAが設立し、フッドリバー渓谷でのワイン生産が始まった。また、AVAはマクミンヴィル、ヤムヒル＝カールトン、ダンディーの地域にも設立された。2005年には、314のワイナリーと519のブドウ園がオレゴン州で稼動するに至った。